# Bravoceratops
Bravoceratops („divoká rohatá tvář“) byl rohatý býložravý dinosaurus, který žil před 72 až 69 miliony let na území dnešního Texasu v USA. Jeho fragmentární zkameněliny byly objeveny v sedimentech geologického souvrství Javelina. Objeveny byly na ploše 10 metrů čtverečních a nesly známky eroze (takže byly po nějakou dobu po smrti odkryté a vystavené působení eroze). Byla objevena lebka s dobře patrnými diagnostickými znaky, nese sbírkové označení TMM 46015-1.

## Popis
Bravoceratops byl každopádně velký ceratopsid, velikostně zřejmě dosahoval úrovně masivních rodů Triceratops a Torosaurus. Žil na území někdejší záplavové nížiny, několik stovek kilometrů od nejbližšího mořského pobřeží. Toto prostředí sdílel například s obřím sauropodem rodu Alamosaurus, teropodem rodu Tyrannosaurus nebo obřím ptakoještěrem rodu Quetzalcoatlus.
Blízce příbuznými rody byly sesterské taxony Coahuilaceratops a Sierraceratops.